# 然別川
然別川（しかりべつがわ）は、北海道十勝総合振興局管内を流れる十勝川水系十勝川支流の一級河川である。

## 地理
北海道河東郡鹿追町と上士幌町の境に位置する然別湖に源を発し、東大雪ウペペサンケ山（標高1,848 m）より発したシイシカリベツ川(アイヌ語で『然別川の本流』の意)を合わせる。十勝平野を南へ流れた後大きく円弧を描くように東に流れ、音更町南部の帯広市との境界で本流の十勝川に合流する。然別湖からシイシカリベツ川合流点まではトウマベツ川（アイヌ語で『湖に入る川』の意）とも呼ばれている。

## 名前の由来
アイヌ語の「シ・カリ・ペッ」（自分を回す川）より。周辺の川が十勝平野をまっすぐ南に流れるものが多い中、水源の然別湖を流れ出てから十勝平野を大きく円弧を描くように東に曲流するさまが特徴的ゆえに命名された。

## 流域の自治体
北海道
河東郡上士幌町、鹿追町、音更町、帯広市

## 支流
- シイシカリベツ川
- オソウシュ川
- 第五西上幌内川
- 第四西上幌内川
- 第二西上幌内川
- 第一西上幌内川
- 幌内川
- 鹿の沢川
- 柏木川
- 上ホロナイ川
- クテクウシ川
- 南線川
- パンケビバウシ川
- 北上沢川
- 瓜幕川
- ペンケウレトイ川
- パンケウレトイ川
- ペンケチン川
- ユクシナイ川
- パンケチン川
- 万年川
- 矢部川
- 鎮錬川

## 主な橋梁
- 新白雲橋 - 北海道道85号鹿追糠平線
- いちい橋 - 北海道道1088号然別峡線
- 瓜幕橋 - 北海道道593号屈足鹿追線
- 笹川橋
- 万代橋 - 北海道道133号音更新得線
- 紅葉橋 - 国道274号線
- 鹿追橋 - 北海道道133号音更新得線
- 上然別橋
- 風雲橋 - 北海道道54号東瓜幕芽室線
- 誉橋 - 北海道道133号音更新得線
- 万年橋 - 北海道道239号熊牛音更線
- 士狩橋
- 然別川橋 - 道東自動車道
- 豊年橋
- 国見橋 - 北海道道75号帯広新得線・北海道道214号川西芽室音更線

## 河川観測所
- 瓜幕 - 雨量（鹿追町字瓜幕西３２線）
- 然別川 - 水位・流量（鹿追町字南町）
- 国見橋 - 水位・流量（音更町字然別）